# Lauretta Vinciarelli
 Lauretta Vinciarelli (* 1943 auf Arbe/Rab, Königreich Italien; † 2011 in New York City, USA) war eine italienisch-amerikanische Architektin, Malerin und Hochschullehrerin. Sie lehrte von 1978 bis 2000 als Professorin an der Columbia University.

## Leben und Werk
Vinciarelli war die Tochter von Alberto und Annunciata Cencioni Vinciarelli. Sie zog mit ihrer Familie nach Rom, wo ihr Vater Organist im Petersdom im Vatikan, und ihre Mutter Lehrerin war. Vinciarelli studierte Architektur an der Universität La Sapienza in Rom und promovierte dort 1971 in Architektur und Stadtplanung. Sie wurde in die Ordine degli Architetti di Roma e del Lazio, die italienische Architektenkammer, aufgenommen und war als Architektin in Rom tätig. 1968 emigrierte sie in die USA und zog 1969 nach New York City, wo sie am Institute for Architecture and Urban Studies (IAUS) bis zu dessen 20-jähriger Schließung im Jahr 1984 tätig war. Sie war die erste und einzige Frau, die eine Einzelausstellung der IAUS im Jahr 1978 erhielt. Mit ihren IAUS-Kollegen Bernard Tschumi, Joan Ockman und Mary McLeod war Vinciarelli unter anderem ein Mitglied der ReVisions-Studiengruppe, die 1981 gegründet wurde und öffentliche Veranstaltungen durchführte, in denen die Beziehung von Kunst, Architektur und Ideologie und in Lesegruppen Texte von prominenten italienischen Architekten und Denkern wie Manfredo Tafuri, Galvano Della Volpe und Antonio Gramsci untersucht wurden.
Vinciarelli unterrichtete im Laufe ihrer Karriere an verschiedenen Architekturschulen, beginnend 1975 am Pratt Institute, von 1985 bis 1992 am City College New York, bevor sie 1981 als Gastprofessorin an der University of Illinois at Chicago und 1982 an der Rice University lehrte. Sie wurde 1978 von James Polshek, Dekan der Architekturschule der Columbia University, eingestellt, was sie zusammen mit ihren Kolleginnen Ada Karmi-Melamede und Mary McLeod zu einer der ersten Frauen machte, die Studiokurse unterrichtete.

## Architektin in den USA
Von 1976 bis 1986 arbeitete Vinciarelli mit dem Künstler Donald Judd in New York City und im amerikanischen Südwesten zusammen, insbesondere in Marfa (Texas). Judd hatte dort ein Haus und drei Flugzeughangars erworben. Seine Vorstellung von Raum wurde von der Art und Weise beeinflusst, wie Vinciarelli darüber dachte, und ihre 1980er Zeichnungen von offenen und geschlossenen Häusern spiegeln die offenen und geschlossenen Volumina seiner Skulpturen wider.
Ein nicht realisiertes Werk von Vinciarelli und dem Architekten Leonardo Fodera, das zwischen 1975 und 1977 im Auftrag des italienischen Regionalrats von Apulien für eine typologische Studie von Gärten angefertigt wurde und in dem einige von Vinciarellis bevorzugten Motiven, darunter Pergolen, zu sehen sind, verwendete Judd für sein Haus und sein Atelier in Marfa. Ihre Vorstellungen für einen produktiven Garten, Nachhaltigkeit und die Idee eines Gartens als räumliches Gewebe in einem urbanen Zentrum im Südwesten von Texas, übernahm Judd 1979 für die Gestaltung seines Museums für zeitgenössische Kunst, der Chinati Foundation, in Marfa.
Neben laufenden Projekten in Texas arbeitete sie mit Judd auch an einem Auftrag für eine monumentale Skulptur, die 1984 für den Kennedy Plaza in Providence installiert werden sollte, und 1986 an der Gestaltung eines großen Komplexes für die Progressive Insurance Company in Cleveland.
1986 wurde Vinciarelli von der New York Foundation for the Arts mit einem Artists Fellowship in Architecture ausgezeichnet.
Von den frühen 1980er Jahren bis zu ihrem Lebensende schuf sie Aquarell- und Tuschestudien hypothetischer architektonischer Räume und gehörte zu einer einflussreichen Gruppe zeitgenössischer Papierarchitekten, zu denen unter anderem Raimund Abraham, John Hejduk, Gaetano Pesce, Lebbeus Woods und Aldo Rossi gehörten.
1993 heiratete sie Peter Rowe, einen Professor für Architektur an der Harvard University. Ihr Ehemann übergab 2012 nach ihrem Tod einige ihrer Aquarelle an die Judd Foundation.
Vinciarellis Kunst ist Teil vieler privater Sammlungen und kultureller Institutionen, darunter das International Archive of Women in Architecture (IAWA) an der Virginia Polytechnic Institute and State University, die National Gallery of Art in Washington, D.C., das Museum of Modern Art in New York City, das Archiv der Biennale von Venedig, das San Francisco Museum of Modern Art in Kalifornien, die Architectural & Fine Arts Library der Columbia University, das Art Institute of Chicago. Eine Ausstellung 2015 in MAXXI, das Nationalmuseum für die Künste des 20. Jahrhunderts in Rom, das der Architektur gewidmet ist, erhielt eine Gruppe von Vinciarellis abstrakten Aquarellen, die von ihrer Familie gespendet wurden.

## Einzelausstellungen
- 1978: Lauretta Vinciarelli: Projects 1973–78. Institute for Architecture and Urban Studies, Wave Hill, New York
- 1980: Lauretta Vinciarelli: Processo Metafora. Progetti e disegni, 1974–1980. A.A.M. Architettura Arte Moderna, Rom
- 1981: Lauretta Vinciarelli: Projects 1980–81. Young Hoffman Gallery, Chicago, Illinois
- 1982: Lauretta Vinciarelli: Projects. Princeton University Graduate School of Design, Princeton, New Jersey
- 1992: Lauretta Vinciarelli: Red Room, Water Enclosures, and Other Unfolding Spaces. GSAPP, Columbia University
- 1992: Lauretta Vinciarelli: Rotte Raume. Museum für angewandte Kunst, Wien
- 1996: Spatial Reverberations: Watercolors by Lauretta Vinciarelli. National Building Museum, Washington
- 1997: Reflections: Watercolors by Lauretta Vinciarelli. Gund Hall Gallery, Harvard Graduate School of Design
- 1999: Incandescence: Watercolors by Lauretta Vinciarelli. San Francisco Museum of Modern Art, Kalifornien
- 2002: Lauretta Vinciarelli: Intimate Distance. Henry Urbach Architecture, New York City
- 2012: Clear Light: The Architecture of Lauretta Vinciarelli. City College of New York[6]

## Ausstellungen (Auswahl)
- 1975: Goodbye Five: Work by Young Architects. Institute for Architecture and Urban Studies, New York
- 1975: Architectural Studies and Projects. Museum of Modern Art, New York
- 1977: Drawing for A More Modern Architecture. The Drawing Center, New York
- 1977: Women in American Architecture: A Historic and Contemporary Perspective. Brooklyn Museum
- 1978: Architectural Drawings. Otis Art Institute, Los Angeles
- 1979: Elements of Architecture. Sperone Westwater Fisher Gallery, New York
- 1980: Art by Architects. Rosa Esman Gallery, New York
- 1980: Creation and Recreation: America Draws, Jugend Hall, Museum of Finnish Architecture, Helsinki
- 1980: Young Architects: an Exhibition at Yale School of Architecture. Gallery of Art and Architecture, New Haven
- 1985: Project for Palmanova. Venice Biennale of Architecture: 3rd International Exhibition of Architecture
- 1991: Contemporary Architectural Drawings. Miriam & Ira D. Wallach Art Gallery and Arthur Ross Gallery at Columbia University
- 1997: Summer Group Show. Max Protetch Gallery, New York
- 2001: Inside Out: New Perspectives on the Heinz Architectural Center’s Collection. The Heinz Architectural Center Carnegie Museum of Art, Pittsburgh
- 2002: Luminous Void Volume of Light, series (2001). Whitney Biennial, Whitney Museum of American Art, New York City
- 2002: Italian Architecture Signs Since The War. Dalla Collezione Francesco Moschini, A.A.M. Architettura Arte Moderna, Florenz, Italien
- 2003: Visions and Utopias: Architectural Drawings from the Museum of Modern Art. Museum of Finnish Architecture, Helsinki
- 2004: Watercolor Worlds: Lauretta Vinciarelli, et al. Dorsky Gallery, New York
- 2004: Envisioning Architecture: Drawings from the Museum of Modern Art, New York. National Building Museum, Washington, D.C.